# Hemstock & Jennings
Hemstock & Jennings is een Britse tranceact die vanaf 2000 actief was. Ze werden het meest bekend van Mirage (of hope) (2001) en een sample van hun nummer Arctic door  Paul van Dyk in het nummer Nothing But You (2003).

## Geschiedenis
De uit Yorkshire afkomstige Leslie Hemstock raakte in de jaren tachtig betrokken bij de muziekscene als lid van Jive Bunny & The Mastermixers, dat met medleys van aan elkaar gemixte Rock-'n-roll-hits de hitlijsten wist te bestormen. Zo weten ze met het nummer Swing the Mood (1989) de nummer 1 van de Nederlandse Top 40 te bereiken. De groep toert over de hele wereld en maakt een grote hoeveelheid singles en albums. Hij woont in die periode een lange tijd in Duitsland en Noorwegen.
Teruggekeerd in zijn vaderland wisselt hij eind jaren negentig zijn stijl in voor trance. Rond deze tijd begint hij samen te werken met Chris Jennings. De twee worden door een oud-manager van Jennings aan elkaar voorgesteld. In 2001 brengen ze als Hemstock & Jennings het de single Rendezvous/Northern Lights uit. Ze maken rond deze periode meerdere singles onder verschillende namen. Daarbij werken ze geregeld samen met John '00' Fleming. Het grootste succes daarvan is de single Mirage (of hope) (2001). In 2002 maken ze het nummer Arctic, waarop Jan Johnston de vocalen voor haar rekening neemt in het Noors. Dit nummer wordt opgemerkt Paul van Dyk. Hij vindt de plaat niet heel sterk, maar is erg onder de indruk van de vocale breaks en hoort daarin potentie voor een nieuwe plaat. Deze verwerkt hij in zijn hit Nothing But You (2003). Dit nummer bereikt de Nederlandse top 40. Daarna verschijnen er zo nu en dan singles en in 2006 de mixverzamelaar Quest For Trance.
Na een tijd van stilte komen ze in 2014 weer terug met Child Of Forever (2014), waarop ze inspelen op de populariteit van dubstep. Hierop is ook weer Jan Johnston te horen. Met Adriana (2015) en Dangerous Shadows (2016) keren ze terug naar het vertrouwde trancegeluid. Ook de single Forever  (2021) is weer samen met Jan Johnston gemaakt.

## Discografie
| Single met eventuele hitnotering(en) in de Nederlandse Top 40 | Datum van verschijnen | Datum van binnenkomst | Hoogste positie | Aantal weken | Opmerkingen                                                |
| ------------------------------------------------------------- | --------------------- | --------------------- | --------------- | ------------ | ---------------------------------------------------------- |
| Nothing But You                                               |                       | 02-08-2003            | 15              | 8            | met Paul van Dyk en Jan Johnston / Dancesmash op Radio 538 |

### Albums
- Quest For Trance (mixcompilatie) (2006)